# Hurase
Hurase is een bestuurslaag in het regentschap Tapanuli Selatan van de provincie Noord-Sumatra, Indonesië. Hurase telt 928 inwoners (volkstelling 2010).